# História da Libéria
A História da Libéria inicia-se em inícios do século XIX, quando foi fundada nos Estados Unidos, organização cujo objectivo era levar para África antigos escravos negros e negros já nascidos livres.

## O território da Libéria
Em 1461 o navegador português Pedro de Sintra atingiu o norte da actual costa da Libéria, na área do Cabo Mesurado e da embocadura do rio Junk. No ano seguinte, Pedro de Sintra regressou à região acompanhado por Soeiro da Costa, tendo penetrado na área do Cabo Palmas e no rio Cavalla. Duarte Pacheco Pereira descreve a região na sua obra Esmeraldo de situ orbis, que passou a ser conhecida como "Costa da Pimenta" devido à abundância na região de grãos de pimenta, o principal produto de interesse comercial da região.
A partir de começos do século XVI os Portugueses foram substituídos na região por corsários franceses, ingleses e holandeses. Em 1663 os ingleses fundaram entrepostos comerciais na costa, mas estes foram destruídos no ano seguinte pelos holandeses

## Nascimento da Libéria

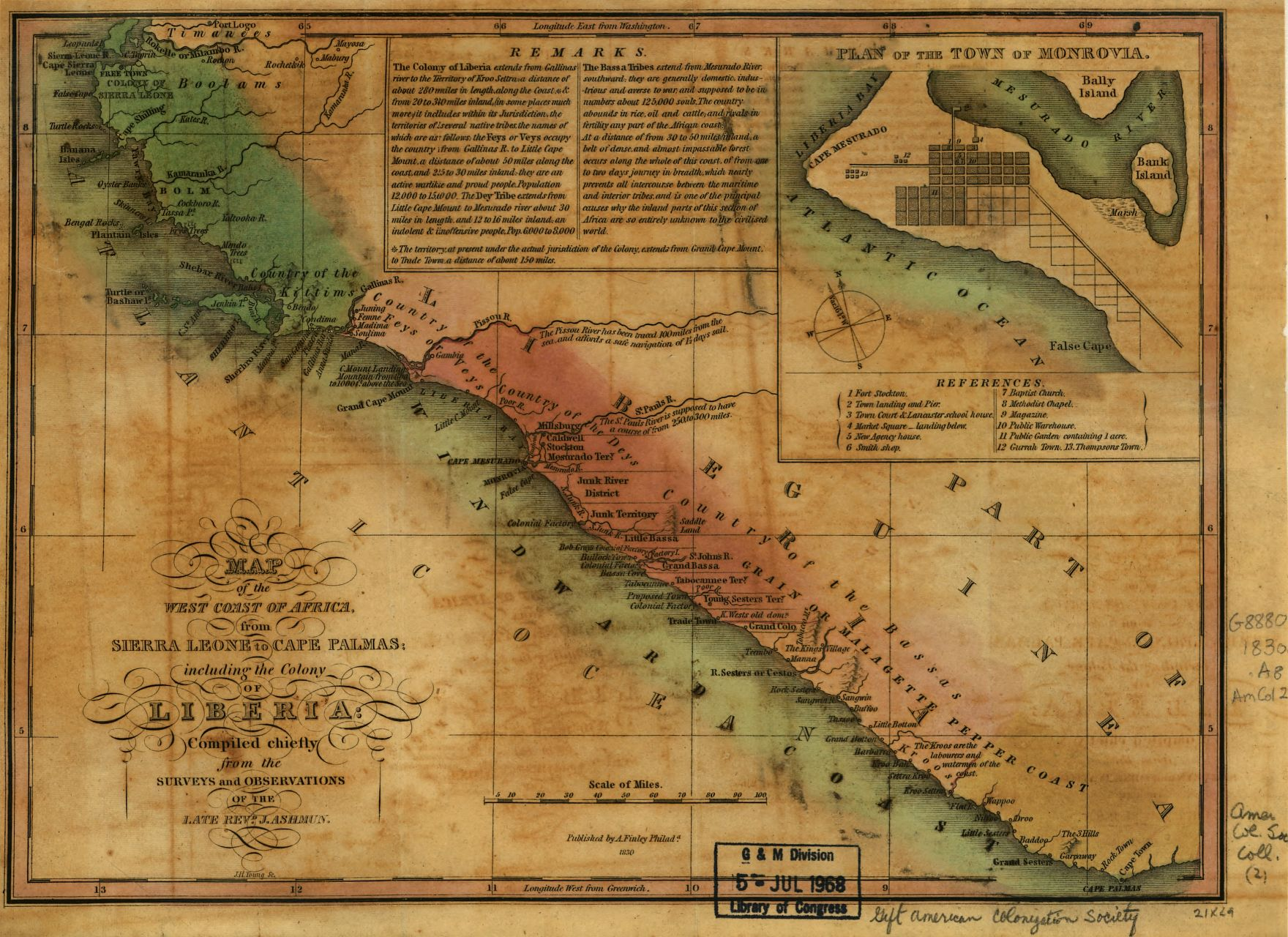
Mapa da Libéria circa 1830.

No começo do século XIX discutia-se nos Estados Unidos sobre o destino de ex-escravos. Dois grupos manifestavam suas ideias: o primeiro era composto por representantes do governo que queriam dar liberdade aos escravos e acreditavam que estes se desenvolveriam melhor se voltassem para a África. E o segundo grupo era composto pelos próprios cidadãos brancos que acreditavam que os negros não tinham condições de se enquadrar no sistema capitalista. É bom lembrar que a escravidão nos Estados Unidos só foi abolida na década de 1860, e que esses ex-escravos eram apenas uma minoria que foi dispensada.
Não há registros corretos, mas foi nesse período que um quaker e empreendedor afro-americano chamado Paul Cuffe investiu na primeira leva de imigrantes que desembarcaram em Serra Leoa (a Libéria ainda não existia). Mas Paul Cuffe morreu e para completar a tragédia, os imigrantes que ele levara até a África também sucumbiram a uma febre amarela em função da precária situação do local.
Mas as mortes dos negros não abalaram o presidente James Monroe, pelo contrário, inspiraram-no a criar uma colônia na África para enviar os ex-escravos , que desejavam voltar a Africa. Em 1816 ele se reúne com representantes da burguesia para criar uma colônia na África. Com a ajuda de Robert Finley é fundada a Sociedade Americana de Colonização. Essa sociedade tinha por objetivo arrecadar verbas para enviar os negros para a nova colônia.
Em 1820 os burgueses já tinham juntado dinheiro suficiente. Até que em janeiro o navio Elizabeth parte com três agentes brancos e 88 emigrantes. Para a insatisfação de Monroe os agentes e 22 emigrantes morreram de Febre Amarela.
Mas isso também não desmotivou Monroe e em 1821 o navio Sail chega com mais uma leva de emigrantes.
Quando a Sociedade Americana de Colonização definiu o território liberiano, ela não pensou nas graves conseqüências que viriam. Isso porque os ex-escravos teriam que dividir o território do país com tribos africanas que lá habitavam. Rapidamente ocorreram conflitos entre tribos nativas e os recém-chegados imigrantes, conflitos esses que iniciaram a triste história do país.
Em 1822 é fundada a capital Monróvia, em homenagem a James Monroe. Em 1847, Joseph Robert, governador da colônia, proclama a independência. Com esse acontecimento, a Libéria foi a primeira colônia independente da África.

## Independência

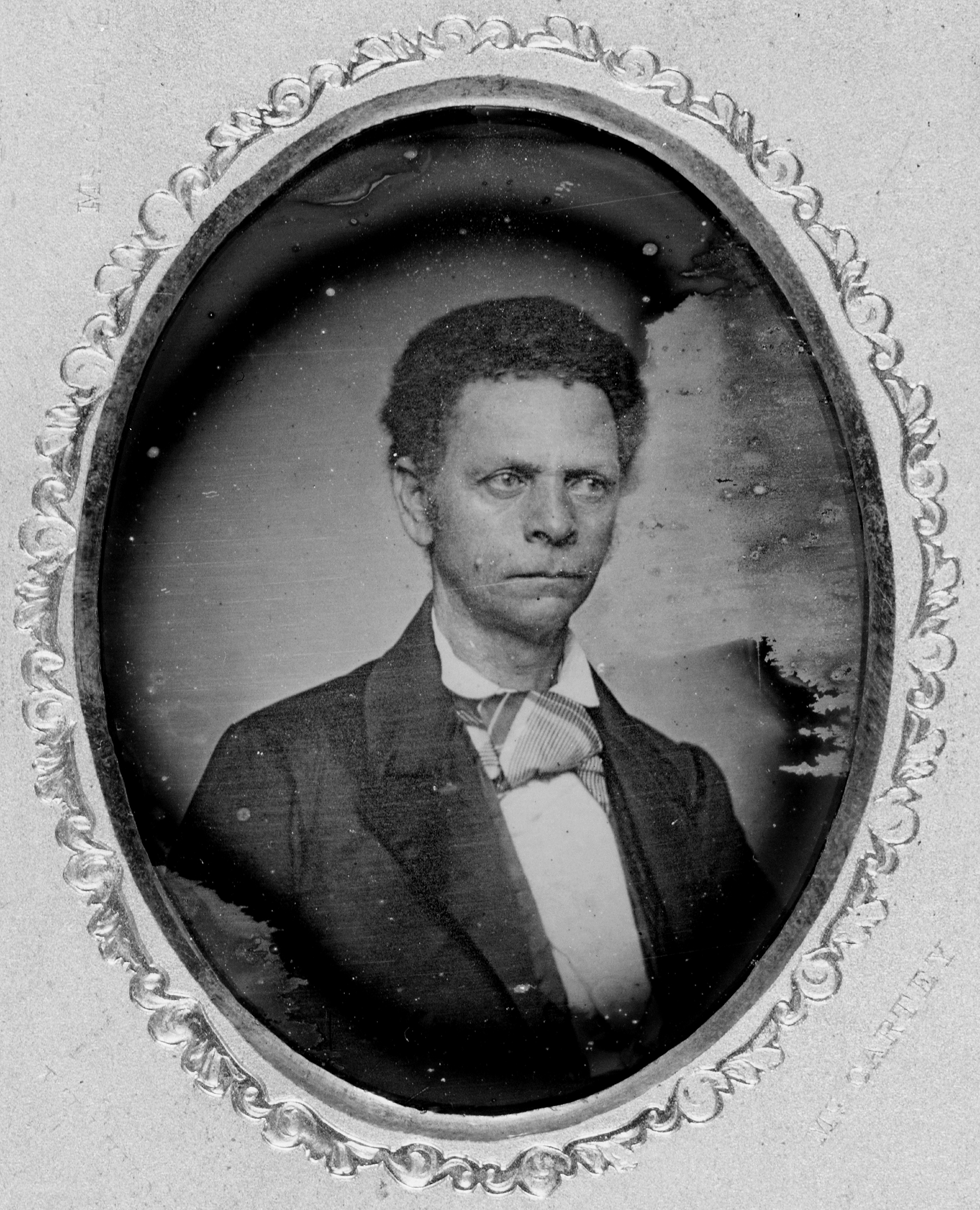
Joseph Jenkins Roberts, primeiro presidente. Imagem tirada por um daguerreótipo provavelmente entre 1840 e 1850.

A 26 de Julho de 1847 a Libéria declarou a sua independência, assumindo a forma de uma república cuja Constituição foi decalcada a partir da Constituição dos Estados Unidos. Joseph Jenkins Roberts foi o primeiro presidente do país, exercendo funções até 1856. O reconhecimento da independência da Libéria pelos países mais importantes da época ocorreu entre 1848 e 1862: Grã-Bretanha em 1848, França em 1852 e Estados Unidos em 1862.
Desde a sua fundação que o Estado liberiano se identificou com os colonizadores e com a experiência de vida destes nos Estados Unidos. O país adoptou o inglês como língua oficial. Os colonizadores definiam-se como "americanos", e de inspiração americana eram a bandeira, o lema ("The Love of Liberty Brought Us Here", "O amor pela liberdade trouxe-nos até aqui") e brasão de armas (um barco de imigrantes) da jovem nação.
O período imediato à independência ficou marcado pelas disputas territoriais. O desejo da Libéria em expandir a soberania para o interior provocou a contestação não apenas com as populações indígenas, mas das potências europeias, nomeadamente da Grã-Bretanha e da França. Com estes países foram assinados tratados que definiam as fronteiras nos anos de 1885 e 1892 respectivamente.

## A era de Tubman
Em Maio de 1943  William V.S. Tubman foi eleito Presidente da Libéria, tendo sido reeleito nas sucessivas eleições até 1971, ano em que faleceu. Este período ficará marcado pelo maior protagonismo da Libéria na cena internacional e africana, assim como pelos esforços de melhoria da economia e de promoção de reformas sociais.
Em Janeiro de 1944 a Libéria declarou guerra à Alemanha nazi e ao Japão e em Abril do mesmo ano assinou a Carta das Nações Unidas.
A nível social, registe-se que nas eleições de 1951 votaram pela primeira vez as mulheres e a população indígena do país. Em Fevereiro de 1958 o Parlamento da Libéria aprovou uma lei que criminaliza a discriminação racial.
Em Dezembro de 1960 a Libéria tornou-se membro do Conselho de Segurança da ONU e em 1963 o país aderiu à Organização da Unidade Africana. O Presidente Tubman destacou-se também como fervoroso defensor da independência das colónias africanas em relação à Europa.
Tubam estimulou o investimento estrangeiro e a exploração do minério de ferro que proporcionou ao país rendimentos que seriam utilizados para construir novas escolas, estradas e hospitais (embora principalmente na região costeira). Em 1963 a Libéria e os Estados Unidos assinaram um acordo que possibilitou a transferência da zona franca de Monróvia para as mãos do governo liberiano.

## O golpe de estado de 1980
A 12 de Abril de 1980 o exército liberiano, liderado pelo Sargento Samuel K. Doe, protagonizou um golpe de estado que assumiria características violentas com a morte do presidente Tolbert e das figuras próximas a este. Encabeçando o "Conselho de Redenção Popular" (People's Redemption Council, PRC), Doe assumiu plenos poderes, suspendeu a Constituição, baniu os partidos políticos e fechou as fronteiras.
Devido à pressão dos Estados Unidos, Doe viu-se obrigado a promulgar em Julho de 1984 uma nova Constituição com certos elementos democráticos. Em Outubro do ano seguinte tiveram lugar as primeiras eleições multipartidárias após o golpe, mas estas foram fraudulentas. Em Janeiro de 1986 Doe tomou posse como o primeiro presidente da Segunda República. Os últimos anos da década de oitenta foram marcados na Libéria pela inflação, desemprego, corrupção, tribalismo e violação dos direitos humanos. O distanciamento entre a Libéria e os Estados Unidos acentou-se.

## Guerra civil
Em Dezembro de 1989 um grupo de militares chefiados por Charles Taylor inicia no nordeste da Libéria uma revolta contra o governo. Líder do National Patriotic Front of Liberia (NPFL), Charles conseguiu em pouco tempo dominar quase todo o país. Contudo, as dissidências no interior da NPFL (no Verão de 1990 Prince Johnson forma a Independent National Patriotic Front of Liberia, INPFL) impedem que Taylor tome Monróvia. Em Setembro de 1990 Doe é emboscado e assassinado por militantes da Independent National Patriotic Front of Liberia.
A comunidade internacional procurou restaurar a ordem no país e nesse sentido as Nações Unidas e a Organização da Unidade Africana apoiam as tentativas de mediação da Comunidade Económica dos Estados Unidos da África Ocidental (CEDEAO), que enviou para Monróvia uma força de paz, a ECOMOG, composta por soldados que eram na sua maioria da Nigéria. A ECOMOG revelou-se incapaz de resolver a situação e em breve espalham-se pelo país os conflitos entre a NPFL, a ECOMOG, a INPFL e a United Liberation Movement of Liberia for Democracy (ULIMO), sendo esta última formação composta por antigos aliados do presidente Doe.
Em Agosto de 1995 as partes em conflito chegam a um acordo de paz assinado em Abuja. Nos termos do acordo os chefes das facções rivais deveriam participar num governidade unidade nacional, até à realização de eleições em 1996.
A trégua foi quebrada em Abril de 1996 com novos confrontos em Monróvia, provocada por uma revolta da ULIMO-J. Contudo, um novo cessar-fogo foi declarado em Agosto e o desarmamento das facções iniciou-se em finais do mesmo ano.
Estima-se que a guerra tenha provocado entre 150 mil e 200 mil mortos e mais de um milhão de refugiados.
Em Julho de 1997 tiveram lugar eleições presidenciais e legislativas. Charles Taylor, agora líder do Partido Patriótico Nacional que conquistou a maioria dos lugares no parlamento, ganhou as presidenciais nas quais concorreram doze candidatos, tornando-se o primeiro presidente da Terceira República. Taylor procurou reconciliar as facções rivais, escolhendo vários dos seus líderes como ministros.
Em 1999 a Serra Leoa acusa Charles Taylor de apoiar com armas os rebeldes da Revolutionary United Front, que lutavam contra o governo leonês, recebendo diamantes em troca. Em 2001 as Nações Unidas impuseram sanções à Libéria por prestar este tipo de apoio.
Em meados do mesmo ano rebentaram confrontos no norte do país entre um novo grupo rebelde, Liberians United for Reconciliation and Democracy (LURD), e as forças do governo. Taylor acusou a Guiné de apoiar este grupo e mandou atacar várias aldeias guineenses perto da fronteira com a Libéria.
Em meados de 2003 a LURD dominava praticamente todo o país, limitando o poder de Taylor a Monróvia. Perante pressões internacionais, Taylor demitiu-se em Agosto do mesmo ano e exilou-se na Nigéria. Taylor foi sucedido pelo seu vice-presidente, Moses Blah, até que novas eleições em Outubro elegeram Charles Gyude Bryant como novo presidente.

## Leitura de apoio
- Boley, G.E. Saigbe (1983). Liberia: The Rise and Fall of the First Republic. New York: MacMillan Publishers
- Cassell, C. Abayomi (1970). Liberia: The History of the First African Republic. New York: Fountainhead Publishers', Inc.
- Cooper, Helene (2008). The House at Sugar Beach: In Search of a Lost African Childhood. New York: Simon & Schuster
- Dunn, Elwood D.; Holsoe, Svend E. (1985). Historical Dictionary of Liberia. Col: African Historical Dictionaries Series. Metuchen: Scarecrow Press
- Johnston, Harry (1906). Liberia. London: Hutchinson
- Liebenow, J. Gus (1987). Liberia: the Quest for Democracy. Bloomington: Indiana University Press
- Nelson, Harold D., ed. (1985). Liberia: A Country Study. Washington D.C.: U.S. Government Printing Office
- Shick, Tom W. (1980). Behold the Promised Land: The History of Afro-American Settler Society in Nineteenth-Century Liberia. Baltimore: The Johns Hopkins University Press
- Smith, James Wesley (1987). Sojourners in Search of Freedom: The Settlement of Liberia of Black Americans. Lanham: University Press of America
- Staudenraus, P.J. (1980) [Columbia University Press, 1961]. The African Colonization Movement, 1816 – 1865. New York: Octagon Books